# Aero A.204
Die Aero A.204 ist ein tschechoslowakisches Verkehrsflugzeug der 1930er Jahre und das erste bei Aero entwickelte moderne Muster mit freitragenden Tragflächen und einziehbarem Fahrwerk. Von ihr wurde nur ein Prototyp gebaut.

## Entwicklung
Die A.204 entstand 1936 als Entwurf von Aeros Chefkonstrukteur Antonín Husník für die tschechoslowakische Fluggesellschaft ČSA. Sie erhielt eine komfortable, beheizbare Fluggastkabine mit individuell verstellbaren Sitzen, Leselampen und Ablagen für das Handgepäck. Im vorderen und hinteren Teil befanden sich zwei Frachträume mit einem Volumen von 0,53 m³ bzw. 1,47 m³; außerdem war ein Toilette vorhanden. Als Antrieb dienten zwei mit NACA-Hauben versehene, einheimische Walter-Pollux-Sternmotoren. Noch 1936 wurde der Prototyp vollendet und absolvierte erfolgreich die Flugerprobung. Trotzdem entschied sich die ČSA gegen eine Anschaffung von A.204 und setzte stattdessen auf ihrer Linie Prag–Moskau britische Airspeed Envoy ein. Der Typ diente jedoch als Ausgangsmuster für die beiden Bombenflugzeuge A.304 (1937) und A.300 (1938).

## Aufbau
Die A.204 war als freitragender Tiefdecker in Gemischtbauweise ausgelegt. Der Rumpf bestand aus einem geschweißten Chrom-Molybdän-Stahlrohrgerüst mit ovalem Querschnitt und Stoffbespannung. Die Passagierkabine mit je vier hintereinander angeordneten Sitzen pro Seite war mit einer Warmluftheizung und regelbarer Einzelbelüftung ausgestattet. Die Besatzungskabine mit den Maßen 1,4 × 1,4 × 1,35 m  war mit einem Doppelsteuer ausgerüstet und ebenfalls beheiz- und lüftbar. Die trapezförmigen Tragflächen mit abgerundeten Enden und starker V-Stellung bestanden aus einem sperrholzbeplankten Holzgerüst mit zwei Holmen und Rippen. In ihnen befanden sich zwischen Rumpf und Motoren zwei Kraftstoffbehälter mit insgesamt 630 l Fassungsvermögen. Die A.204 besaß ein abgestrebtes und verspanntes Normalleitwerk mit Rudern aus verschweißten Stahlrohren mit Stoffbespannung sowie Flossen aus Holz mit Sperrholzverkleidung. Die Spaltquerruder bestanden ebenfalls aus einem Holzgerüst, waren aber mit Stoff bespannt. Höhen- und Seitenruder waren mit Trimmklappen ausgestattet. Die Haupträder des Fahrwerks mit einer Spurweite von 4,56 m und Niederdruckbereifung befanden sich in zwei Öl-Luft-gefederten Gabeln und wurden hydraulisch nach vorn in die Motorgondeln eingezogen. Das Heckrad war nicht einziehbar gestaltet.

## Technische Daten

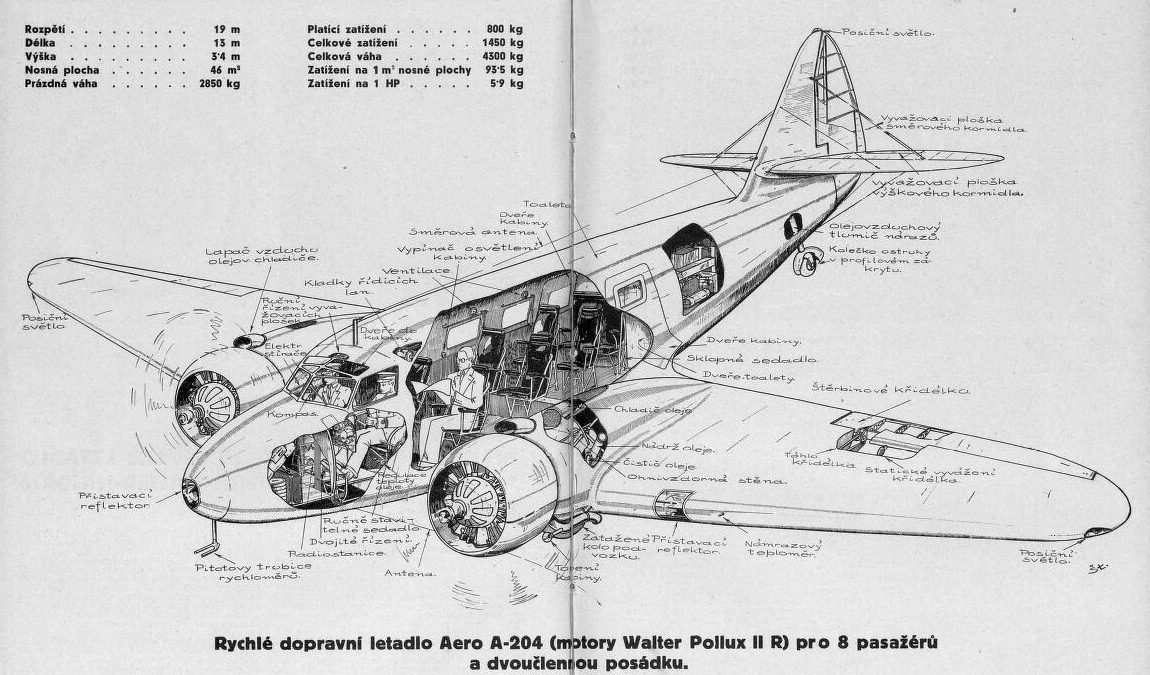
Röntgenzeichnung der A.204

| Kenngröße               | Daten                                                               |
| ----------------------- | ------------------------------------------------------------------- |
| Besatzung               | 2                                                                   |
| Passagiere              | 8                                                                   |
| Länge                   | 13,22 m                                                             |
| Spannweite              | 19,20 m                                                             |
| Höhe                    | 3,40 m                                                              |
| Flügelfläche            | 46,0 m²                                                             |
| Kabinenmaße (l × b × h) | 4,05 m × 1,3 m × 1,65 m                                             |
| Flügelstreckung         | 7,8                                                                 |
| Flächenbelastung        | 93,5 kg/m²                                                          |
| Leistungsbelastung      | 5,9 kg/PS                                                           |
| Flächenleistung         | 15,6 PS/m²                                                          |
| Rüstmasse               | 2850 kg                                                             |
| Zuladung                | 1450 kg                                                             |
| Nutzlast (Passagiere)   | 800 kg                                                              |
| Startmasse              | 4300 kg                                                             |
| Antrieb                 | zwei luftgekühlte Neunzylinder-Sternmotoren                         |
| Typ                     | Walter Pollux II R                                                  |
| Nennleistung            | 360 PS (265 kW)                                                     |
| Kraftstoffvorrat        | 630 l                                                               |
| Höchstgeschwindigkeit   | 320 km/h in 1400 m Höhe                                             |
| Reisegeschwindigkeit    | 286 km/h in 1400 m Höhe                                             |
| Steiggeschwindigkeit    | 5,5 m/s                                                             |
| Steigzeit               | 3 min auf 1000 m Höhe 12 min auf 3000 m Höhe 30 min auf 5000 m Höhe |
| Dienstgipfelhöhe        | 5800 m 1700 m im Einmotorenflug                                     |
| Reichweite              | 900 km                                                              |